# Hesseneck
Hesseneck is een gemeente in de Duitse deelstaat Hessen, en maakt deel uit van de Odenwaldkreis.
Hesseneck telt  692 inwoners.

## Plaatsen in de gemeente Hesseneck
- Hesselbach
- Kailbach
- Schöllenbach

Bad König · Beerfelden · Brensbach · Breuberg · Brombachtal · Erbach · Fränkisch-Crumbach · Hesseneck · Höchst im Odenwald · Lützelbach · Michelstadt · Mossautal · Reichelsheim · Rothenberg · Sensbachtal